# Phaneroglossa bolusii
Phaneroglossa es un género monotípico de plantas herbáceas perteneciente a la familia de las asteráceas. Su única especie: Phaneroglossa bolusii, es originaria de Sudáfrica

## Descripción
Es una planta perenne, suculenta y sufrútice que alcanza un tamaño de  0.6 m de altura. Se encuentra a una altitud de 300 - 1675 metros en Sudáfrica. 

## Taxonomía
Phaneroglossa bolusii fue descrita por (Oliv.) B.Nord.   y publicado en Opera Bot. 44: 67 (1978).
Sinonimia
- Senecio bolusii Oliv.	[3]